# A Newsboy Hero
A Newsboy Hero er en amerikansk stumfilm fra 1911.